# Volkolak
Волколак (в превод: върколак) е руска фолк метъл група.

## История
Групата е създадена през 1997 година в най-източната част на Русия, в района на Амур, близо до Китайската граница. Според основателите ѝ те изпълняват националсоциалистически езически и фолк метъл. Текстовете им са свързани главно със стари славянски приказки, честта на човека и езически ритуали.

## Състав
- Григорий Кирюхин – китара, вокал, боен рог
- Михаил Бълин – мандолина, бас, беквокал
- Роман Костенко – ударни
- Данил Буйницки – бас

#### Бивши
- Лариса Кирюхина – флейта, беквокал
- Павел Бургов – ударни, беквокал, перкусии
- Иля Тян – бас
- Денис Бабицки – ударни
- Владимир Зайка – ударни
- Денис Волнухин – ударни
- Александра Фокина – флейта[1]

## Дискография
- Тёмный Блеск Чешуи (Dark Shine Of Scales) 1999
- Подвиг Седого Короля, 2002
- Белые Амурские Волки (с HorSS), 2004
- Вороны Да Вороги (EP), 2004
- Слава Яриле!, 2004
- Тёмный Блеск Чешуи (Dark Shine Of Scales) (reissue) 2005
- Торжественный Марш в Рагнарёк (jako Wołch) 2006
- Сгинуть (Disappear), 2010
- Ледяной поход и Сказки старого волка, 2016
- Чёрная моя, 2021[1]

## Видеография
- Подвиг Седого Короля
- Слава Яриле
- Карачун